# كينيتا
كينيتا (باليونانية: كينيتا) هو فيلم درامي نفسي يوناني تجريبي صدر عام 2005  من إنتاج أثينا راشيل تسانغاري وإخراج يورجوس لانثيموس. إنه فيلم المخرج الأول. قام بكتابته مع يورجوس كاكاناكيس. من النجوم إيفانجيليا راندو وأريس سيرفيتاليس وكوستاس زيكومينوس.

## القصة
خلال موسم الركود في منتجع كينيتا اليوناني الساحلي، يتحد ثلاثة غرباء معًا وهم ضابط شرطة لديه هوس بالسيارات الألمانية الفاخرة والنساء الروسيات، ومصورًا غريب الأطوار، وخادمة وحيدة تعمل في فندق. لسبب غريب إلى حد ما: يقومون بإعادة تجسيد جرائم القتل.
1. ↑  Greek census 1951، QID:Q12876985
2. ↑  GeoNames (بالإنجليزية), 2005, QID:Q830106
3. ↑  Kinetta (2005) - | Releases | AllMovie (بالإنجليزية), Archived from the original on 2021-12-31, Retrieved 2021-12-31